# Bourse subtendineuse du muscle obturateur interne
La bourse subtendineuse du muscle obturateur interne (ou bourse séreuse du muscle obturateur interne) est une bourse synoviale du membre inférieur située au niveau de la cuisse.

## Description
La bourse subtendineuse du muscle obturateur interne est située entre le tendon terminal du muscle obturateur interne et la petite incisure ischiatique au niveau de son point de réflexion.